# Gotalovec
Gotalovec es una localidad de Croacia en el municipio de Budinščina, condado de Krapina-Zagorje.

## Geografía
Se encuentra a una altitud de 237 m s. n. m. a 72 km de la capital nacional, Zagreb.

## Demografía
En el censo 2011, el total de población de la localidad fue de  habitantes.